# 爱情的开关
《爱情的开关》（英語：As Long As You Love Me），2017年中国都市爱情偶像剧，改编自匪我思存的同名小说。该剧起初是钟汉良、颖儿、乔振宇、宋茜等参演该剧的主演，在2016年浙江卫视节目招商大會宣布预计于2016年12月首播，但由于明星档期问题等不可抗力因素而停拍。后于2017年演员主角进行正式全面更换，本剧于2017年11月26日在上海、上海浦东新区、上海浦东新区陆家嘴街道以及深圳开机，由熊梓淇、赖雨濛、董力领衔主演。，于2018年2月28日全部杀青。
于2020年3月30日年登录湖南卫视青春进行时首播。

## 播出时间
| 频道     | 电视剧             | 所在地   | 开始播映日期  | 结束播映日期 | 播出时间                      |
| -------- | ------------------ | -------- | ------------- | ------------ | ----------------------------- |
| 湖南卫视 | 湖南卫视青春进行时 | 中国大陆 | 2020年3月30日 | 2020年6月9日 | 星期一至星期二晚上22:00-23:00 |

## 演員列表

### 主要演員
| 演員   | 角色   | 介紹 |
| 熊梓淇 | 周衍照 | 盛海集团公司假继承人。 他孤傲冷漠，意气用事，原与自己毫无血缘的妹妹周小萌相恋， 却因父亲的意外去世而对她产生了误解； 在成为集團總裁后对她进行无尽的折磨和报复， 直到事情的真相浮出水面，他才深感内疚， 最后与周小萌两人相互理解，重新开始。 並非周彬禮的親生兒子，實屬林玥玲的親生兒子。 |
| 赖雨濛 | 周小萌 | 少儿节目主持人。 从小随母改嫁到周家，并与无血缘的哥哥周衍照相爱，后因周衍照父亲的意外去世而与他产生了误解；在历经几番波折后，事情终于水落石出，自己也与周衍照重新开始了新的生活。實屬周彬禮的親生女兒，盛海集團公司真正的繼承人。                                                        |
| 董力   | 蒋泽   | 蔣慶誠的兒子。 一位灵性交融邪性的富家公子，与周小萌有过一场百转千回的旷世绝恋。 |

### 其他演員
| 演員   | 角色       | 介紹                                                                                                |
| 赵珞然 | 孙凌希     | 都市白领，精明强干，神秘莫测，私下幫蔣慶誠做事                                                      |
| 許榕真 | 叶思蓉     | 小萌的母親。 周彬禮的家庭醫生，周彬禮的初戀情人。周彬禮死後車禍失憶。                               |
| 熊曉雯 | 林玥玲     | 福利院的院長，周衍照的親生母親                                                                      |
| 王渊慧 | 乔真       | 周小萌的師姐，蕭思致的女朋友                                                                        |
| 何佳宣 | 蕭思致     | 盛海醫院的醫生，乔真的男朋友                                                                        |
| 岳跃利 | 蒋慶誠     | 蔣澤的父親                                                                                          |
| 馬雪陽 | 常青延     | 周衍照的助理                                                                                        |
| 李若杰 | 小光       | 周家司機。方叔的親侄子，來接替方叔                                                                  |
| 陳曦   | 梓潼       | 周小萌的朋友，心機女，忌妒小萌                                                                      |
| 文渝淇 | 秦老師     | 福利院的老師                                                                                        |
| 彭子蘇 | 天空       | 福利院的小朋友，喜歡小萌姐姐                                                                        |
| 穆麗燕 | 花姐       | 周家的幫佣                                                                                          |
| 王侃   | 凌峰       | |
| 孫鐳   | 阿柒       | |
| 黃思涵 | 楊兮       | 周小萌的朋友                                                                                        |
| 王伯昭 | 周彬禮     | 周衍照的養父。周小萌媽媽初戀情人，周小萌的生父，第2集患有心臟病，後因心臟病發逝世于第二集至大结局。 |
| 王泉   | 方叔       | 小光的三叔                                                                                          |
| 王靜薇 | 凌育宸     | 支持周衍照，教誨指引周衍照                                                                          |
| 李濤   | 蔣慶誠手下 | |
| 王思卉 | 小玉       | 周家的保姆，照顧周小萌的母親叶思蓉 (第32集 出現)                                                    |
| 周杰   | 林叔       | |
| 王元   | 林嬸       | |
| 田娜   | 方美嬌     | |
| 宋嘉   | 孫凌希姐姐 | |
| 呂文勝 | 主治醫生   | |
| 李進   | 徐總       | |
| 朱輝戈 | 王總       | |
|        | 海星       | 阿莉的女兒，周小萌在螞蟻島找方叔遇到的人                                                            |
|        | 阿莉       | 海星的母親，周小萌在螞蟻島找方叔遇到的人                                                            |

## 电视原声带
| 曲序 | 曲目               |              | 作曲                        | 演唱   |
| ---- | ------------------ | ------------ | --------------------------- | ------ |
| 1.   | 爱的重量（主题曲） | 王艷薇       | 王艷薇/Oliver @ i-one music | 王心凌 |
| 2.   | 平行愛情（片尾曲） | 焦东、宋乐谦 | 宋乐谦                      | 熊梓淇 |
| 3.   | 錯的人（插曲）     | 吳克群       | 吳克群                      | 吳克群 |
| 4.   | 收愛（插曲）       | 九时用茶     | 李芷嫣的爸爸                | 董力   |
| 5.   | 那年（插曲）       | 闫驍男       | 闫驍男                      | 崔子格 |
| 6.   | 开关（插曲）       | 唐恬         | 马雪阳                      | 马雪阳 |
| 7.   | 平行愛情（插曲）   | 焦东、宋乐谦 | 宋乐谦                      | 宋乐谦 |

## 收视率
| 中国 湖南卫视 首播收视率 |          |             |             |             |           |           |           |           |           |           |      |
| 集數                     | 播出日期 | CSM52城市网 | CSM52城市网 | CSM52城市网 | CSM全国网 | CSM全国网 | CSM全国网 | CSM16省网 | CSM16省网 | CSM16省网 | 備註 |
| 集數                     | 播出日期 | 收視率      | 收視份額    | 排名        | 收視率    | 收視份額  | 排名      | 收視率    | 收視份額  | 排名      | 備註 |
| 1-2                      |          |             |             |             |           |           |           |           |           |           |      |
| 3-4                      |          |             |             |             |           |           |           |           |           |           |      |
| 5-6                      |          |             |             |             |           |           |           |           |           |           |      |
| 平均收視                 | 平均收視 |             |             | 不適用      |           |           | 不適用    |           |           | 不適用    |      |

1. 数据由广视索福瑞提供，调查范围为四岁以上之观众。
2. 以上收视排名包括央视在内。CSM16省网排名不含央视
3. 资料来源：卫视这些事儿、TV未知数、数据狮、卫视走光了

## 制作
2017年11月26日在上海、上海浦东新区、上海浦东新区陆家嘴街道以及深圳举行开机仪式，并在2018年2月28日正式全部杀青。